# Vicente Nieto
Vicente Nieto de las Viñas y García Sánchez de Valencia y González o bien Vicente Nieto de las Viñas  o simplemente Vicente Nieto (España, 1769 - Potosí, 15 de diciembre de 1810) fue un militar y burócrata realista español, nombrado brevemente gobernador de Montevideo a mediados de 1809. A finales del mismo año fue designado presidente de la Real Audiencia de Charcas y por ende gobernador intendente de Chuquisaca. Fue depuesto y fusilado en diciembre de 1810,  por haber formado parte de la contrarrevolución a la emancipación de las Provincias Unidas del Río de la Plata.

## Biografía

### Origen familiar
Vicente Nieto de las Viñas había nacido en el Reino de España en el año 1769 pero no se ha documentado el lugar exacto de nacimiento ni sus orígenes familiares. Podría haber nacido en la ciudad de Salamanca, donde su padre homónimo era regidor hacia 1777. Es posible que haya sido un pariente lejano de los Condes de Alastaya.

### Carrera militar en Europa
Hizo una larga carrera militar en España, y luchó contra Francia en 1791 en varias batallas, hasta la paz de Basilea.

### Cargos burocráticos rioplatenses
En 1795 pasó al Alto Perú, y en 1801 acompañó al virrey Joaquín del Pino y Rozas a tomar posesión del Virreinato del Río de la Plata. Estuvo a cargo de la guarnición militar de Buenos Aires hasta el nombramiento del virrey Rafael de Sobremonte. Sirvió a órdenes de este último en Montevideo, y en Buenos Aires como administrador del monopolio del tabaco, jefe de policía rural, e inspector de guerra y marina. A principios del gobierno de Sobremonte, fue nombrado gobernador de Potosí, pero no llegó a ocupar el cargo.
Al producirse las invasiones inglesas, luchó a órdenes de Santiago de Liniers. Se incorporó a uno de los regimientos de peninsulares, con los cuales luchó en la Defensa.

### Gobernador interino de Montevideo
De regreso en España, volvió a actuar contra los franceses, participando en la batalla de Medina de Rioseco en 1808. Ese mismo año fue enviado nuevamente al Río de la Plata, acompañando la llegada del nuevo virrey Baltasar Hidalgo de Cisneros. Antes de que este se instalara en Buenos Aires, nombró a Nieto en forma interina como gobernador político y militar de Montevideo —cargo que estaba subordinado a  la intendencia de Buenos Aires— el 15 de julio del corriente pero el cual ocuparía hasta diciembre, ya que enviado en una expedición al Alto Perú.

### Presidente de la Real Audiencia de Charcas y gobernador intendente de Chuquisaca
En el norte del virreinato, a finales de mayo de 1809, había estallado la Revolución de Chuquisaca, por lo cual el virrey Cisneros nombraría al general Nieto presidente de la Real Audiencia de Charcas, y por consiguiente gobernador intendente de Chuquisaca, el 30 de septiembre. Se puso en camino el 4 de octubre, con bastantes fuerzas militares, e incorporó otras en Salta. Ocuparía el cargo en cuanto llegara a Potosí, hecho que aconteció el 14 de diciembre del citado año.
Reprimió con severidad la revolución, que ya se había extendido a Cochabamba y La Paz. Esta última rebelión fue aplastada por el general José Manuel de Goyeneche, enviado por el virrey del Perú, que por otra parte se extendía más allá de la jurisdicción peruana. Goyeneche sometió La Paz tras una acción sangrienta en Chacaltaya, en la que los revolucionarios perdieron 200 efectivos. Seguidamente ocupó la ciudad de La Paz, y en las semanas siguientes confinó a prisión a 86 revolucionarios, de los que 10 terminaron ejecutados bajo penas de muerte. Mientras Nieto avanzaba por el sur y entraba en Chuquisaca sin resistencia, ordenaba penas de prisión, y dejaba a los sospechosos en libertad.
Estas noticias llegaron tergiversadas a Buenos Aires: se sabía que Nieto había ido a derrotar la revolución, que lo había hecho, y que se habían dictados muchas penas de muerte. Los revolucionarios interpretaron que Nieto era culpable de los hechos causados por Goyeneche. Mientras tanto, en 1810, Nieto fue ascendido a mariscal de campo.
Cuando llegó la noticia de la Revolución de Mayo en Buenos Aires, rechazó la autoridad de la Primera Junta. Encargó al capitán de fragata José de Córdoba y Rojas frenar el avance del Ejército del Norte enviado por las autoridades revolucionarias porteñas para auxiliar a las provincias del Alto Perú. Córdoba logró derrotar a los americanos en el combate de Cotagaita, pero fue completamente vencido en la batalla de Suipacha.
Todo el Alto Perú quedó en manos independentistas, ya que todas las fuerzas disponibles, por otra parte muy escasas, habían sido enviadas a Suipacha.
Al llegar el Ejército realista hasta Chuquisaca, tenía la retirada cortada por la victoria independentista en la batalla de Aroma —cerca de Oruro— de modo que Nieto fue capturado. 
A propuesta de los miembros más revolucionarios de la Primera Junta —Mariano Moreno y Juan José Castelli— y en represalia por las ejecuciones llevadas a cabo por los realistas de los líderes de la revolución de Chuquisaca y La Paz en 1809, la Junta había ordenado la muerte de los contrarrevolucionarios que fuesen capturados. Castelli, jefe político del Ejército y enviado de la Primera Junta, llevaba consigo dicha orden de ejecución.
Nieto y otros oficiales y administradores españoles, José de Córdoba y Rojas y Francisco de Paula Sanz —el gobernador de Potosí— fueron ejecutados sumariamente el 15 de diciembre de 1810 en la Plaza Mayor de Potosí, luego de que se negaran a jurar obediencia a la Junta. En caso de haber sido capturados, también el obispo de La Paz, Remigio de la Santa y Ortega y el general Goyeneche habrían sido ejecutados, de acuerdo con las órdenes de la Junta.
El cuerpo de Sanz fue rescatado por las monjas del Convento de Santa Teresa de la ciudad de Potosí, y enterrado en ese mismo templo; el cuerpo de Córdoba fue enterrado en la iglesia de la Misericordia, mientras que el cuerpo de Vicente Nieto fue sepultado ese mismo día en la iglesia de Santiago por el sacerdote Mariano Legape.